# اندا والش
اندا والش (متولد ۱۹۶۷) نمایشنامه‌نویس ایرلندی است.

## فیلم
- کریسمس بدی نبود (۱۹۹۹) – فیلم کوتاه
- خوک‌های دیسکو (۲۰۰۱) - فیلمی به کارگردانی کریستی شریدان
- گرسنگی (۲۰۰۸) - فیلمی به کارگردانی استیو مک‌کوئین
- اتاق گفتگو (۲۰۱۰) فیلمی به کارگردانی هیدئو ناکاتا
- بی‌وزن (۲۰۱۸) فیلمی به کارگردانی جارون آلبرتین
- جزیره خاله‌ها - اقتباسی از داستان کودکانه نوشته اوا ایبوتسون به سفارش کوبا پیکچرز
- ژول در شهر – داستانی بر اساس زندگی و موسیقی روفوس وینرایت برای دی‌بریک پیکچرز / فیلم فور
- به درون آن تاریکی – داستان فرانتس اشتانگل، فرمانده اس‌اس اردوگاه‌های مرگ سوبیبور و تربلینکا به سفارش المنت پیکچرز / فیلم چهار
- خانه (۲۰۲۲) – فیلمنامه برای فیلم کمدی سیاه انیمیشنی نتفلیکس
- چیزهای کوچکی مثل این (۲۰۲۴) – فیلمی به کارگردانی تیم میلانت
- بمیر، عشق من (۲۰۲۵) - فیلمی به کارگردانی لین رمزی
- چیتی چیتی بنگ بنگ (تاریخ اکران نامشخص) – فیلمی به کارگردانی متیو وارچوس (در حال توسعه)